# Jacques de Claeuw
Jacques de Claeuw (Dordrecht 1623 - Leyde 1694) est un peintre néerlandais du siècle d'or.

## Biographie
On trouve des œuvres de ce peintre sous divers noms : Jacques de Grieff, Jacobus de Klau… Il est connu essentiellement pour ses natures mortes, notamment des variantes de Vanité avec crâne et violon exposées dans divers musées d'Europe du Nord, dont l'Ashmolean Museum (Oxford), le Rijksmuseum (Amsterdam), la Gemäldegalerie (Berlin), le Cummer museum (Jacksonville)
Il est le père du peintre Adrian de Gryef.